# Preston (Missouri)
Preston é uma cidade  localizada no estado americano de Missouri, no Condado de Hickory.

## Demografia
Segundo o censo americano de 2000, a sua população era de 113 habitantes.
Em 2006, foi estimada uma população de 116, um aumento de 3 (2.7%).

## Geografia
De acordo com o United States Census Bureau tem uma área de
0,4 km², dos quais 0,4 km² cobertos por terra e 0,0 km² cobertos por água.

## Localidades na vizinhança
O diagrama seguinte representa as localidades num raio de 24 km ao redor de Preston.